# Минашкин, Владимир Иванович
Владимир Иванович Минашкин (1928—2000) — советский пловец. Чемпион Европы, экс-рекордсмен мира. Заслуженный мастер спорта СССР (1958).

## Биография
Окончил Национальный государственный университет физической культуры, спорта и здоровья имени П. Ф. Лесгафта. Ученик тренера С. А. Кобелева. Выступал за ВМФ (Ленинград).
В 1953—1957 годах установил 7 рекордов мира: 4 — на дистанции 100 метров брассом и 3 — в смешанной эстафете. Чемпион Европы 1958 года в комплексной эстафете. В 1953—1959 годах семь раз становился чемпионом СССР и 13 раз устанавливал рекорд СССР.
В 1990—1998 годах выступал в категории «Мастерс» и 20 раз устанавливал рекорд России.

## Награды
- Медаль «За трудовую доблесть» (27.04.1957) — «за успехи, достигнутые в деле развития массового физкультурного движения в стране, повышения мастерства советских спортсменов, и успешное выступление на международных соревнованиях»